# Уран-233
Ура́н-233 (англ. uranium-233) — радиоактивный нуклид химического элемента урана с атомным номером 92 и массовым числом 233. Является членом радиоактивного семейства 4n+1, называемого рядом нептуния. Обладает способностью делиться под воздействием нейтронов, благодаря чему используется в качестве ядерного топлива в некоторых типах ядерных реакторов. Был открыт в 1941—1942 гг. Сиборгом, Гофманом и Стоутоном (англ. R. W. Stoughton).
Активность одного грамма этого нуклида составляет приблизительно 356,54 МБк.

## Образование и распад
В отличие от трёх более тяжёлых изотопов Уран-233 не встречается в природе и имеет наименьший период полураспада, который в различных источниках указывается как 159,2 тысяч лет или 160 тысяч лет.
С середины 1960-х до начала 1970 годов предпринимались попытки получения 233U облучением Тория-232.
Уран-233 образуется в результате следующих распадов:
- β+-распад нуклида 233Np (период полураспада составляет 36,2(1)[2] мин):

{\displaystyle \mathrm {^{233}_{93}Np} \rightarrow \mathrm {~_{92}^{233}U} +e^{+}+{\nu }_{e};}
- β−-распад нуклида 233Pa (период полураспада составляет 26,967(2)[2] суток):

{\displaystyle \mathrm {^{233}_{91}Pa} \rightarrow \mathrm {^{233}_{92}U} +e^{-}+{\bar {\nu }}_{e};}
- α-распад нуклида 237Pu (период полураспада составляет 45,2(1)[2] суток):

{\displaystyle \mathrm {^{237}_{94}Pu} \rightarrow \mathrm {^{233}_{92}U} +\mathrm {^{4}_{2}He} .}
Распад урана-233 происходит по следующим направлениям:
- α-распад в 229Th (вероятность 100 %[2], энергия распада 4 908,5(12) кэВ[1]):

{\displaystyle \mathrm {^{233}_{92}U} \rightarrow \mathrm {^{229}_{90}Th} +\mathrm {^{4}_{2}He} ;}
энергия испускаемых α-частиц 4 729,2 кэВ (в 1,610 % случаев), 4 783,5 кэВ (в 13,20 % случаев) и 4 824,2 кэВ (в 84,4 % случаев).
- Спонтанное деление (вероятность менее 6⋅10−9 %)[2];
- Кластерный распад с образованием нуклида 28Mg (вероятность распада менее 1,3⋅10−13 %)[2]:

{\displaystyle \mathrm {^{233}_{92}U} \rightarrow \mathrm {^{205}_{80}Hg} +\mathrm {^{28}_{12}Mg} ;}
- Кластерный распад с образованием нуклида 24Ne (вероятность распада 7,2(9)⋅10−11 %)[2]:

{\displaystyle \mathrm {^{233}_{92}U} \rightarrow \mathrm {^{209}_{82}Pb} +\mathrm {^{24}_{10}Ne} .}

## Получение
Уран-233 получают путём облучения нейтронами тория-232. Превращение происходит по следующей цепочке:
{\displaystyle \mathrm {^{1}_{0}n} +\mathrm {^{232}_{90}Th} \rightarrow \mathrm {^{233}_{90}Th} {\xrightarrow[{22,3\ min}]{\beta ^{-}\ 1,243\ MeV}}\mathrm {^{233}_{91}Pa} {\xrightarrow[{26,967\ d}]{\beta ^{-}\ 0,5701\ MeV}}\mathrm {^{233}_{92}U} .}

## Применение

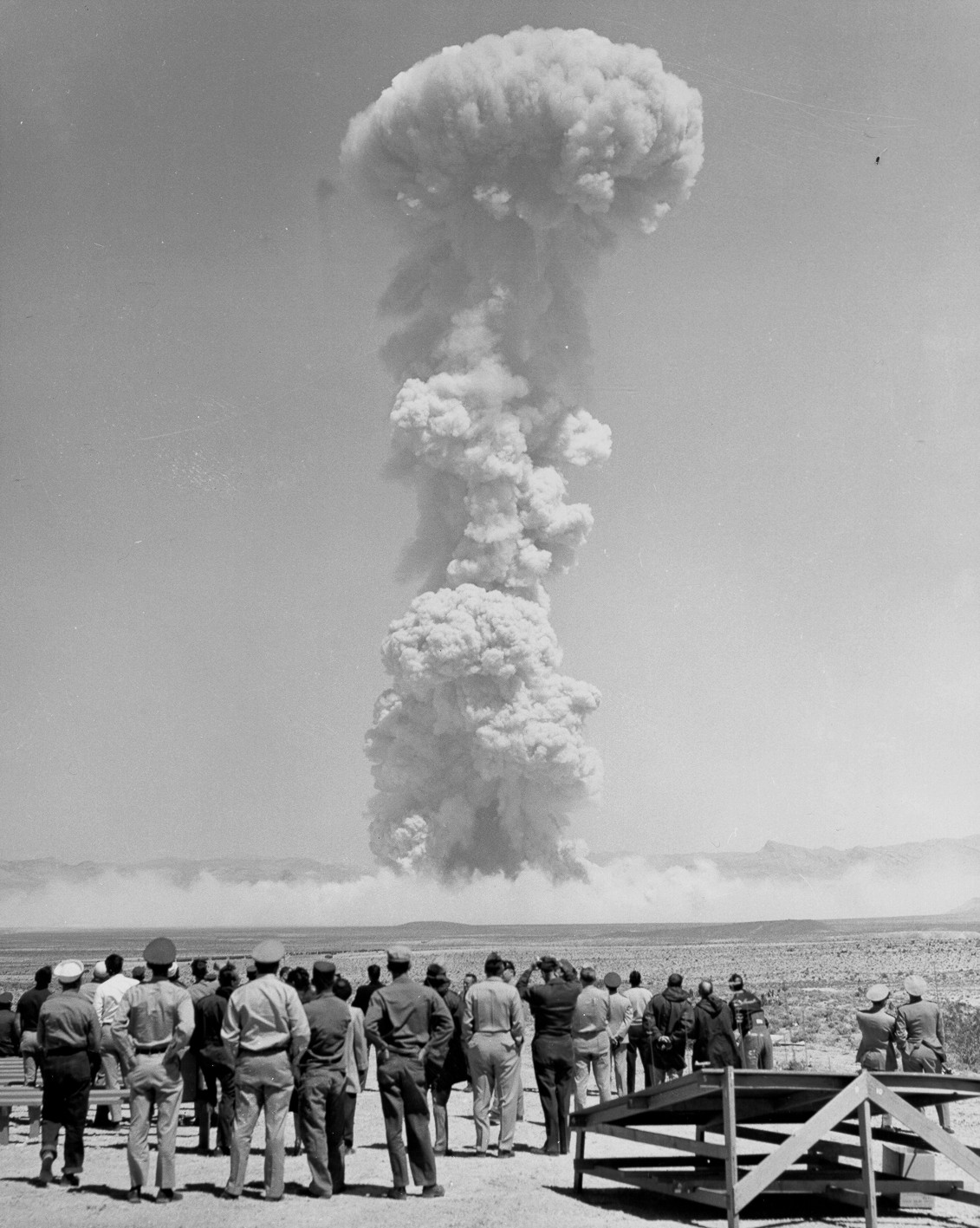
200-метровое облако над территорией Frenchman Flat после взрыва Teapot «MET» 15 апреля 1955 года, 22 кт. Этот снаряд имел сердцевину из урана-233

- Благодаря своей способности делиться под воздействием нейтронов, уран-233 используется в качестве ядерного топлива в некоторых типах ядерных реакторов (является основой уран-ториевого топливного цикла). Средняя энергия, выделяющаяся при делении одного ядра урана-233 с учётом распада осколков, составляет приблизительно 197,9 МэВ = 3,171⋅10−11 Дж, или 19,09 ТДж/моль = 81,95 ТДж/кг[6].
- Возможно применение урана-233 в качестве делящегося компонента ядерного оружия. Во время операции Teapot была взорвана бомба с сердечником, содержащим уран-233. Примесь урана-232 в уране-233 создаёт жёсткое проникающее излучение, поэтому несмотря на меньшую критическую массу урана-233 по сравнению с ураном-235, именно последний используется при изготовлении ядерных зарядов ввиду относительно слабой радиоактивности.